# Virslīga 2013
La Virslīga 2013 è stata la 22ª edizione della massima divisione del calcio lettone dalla ritrovata indipendenza e la 39ª con questa denominazione. La stagione è iniziata il 29 marzo ed è terminata il 9 novembre. Le squadre partecipanti sono state 10, come nella stagione precedente. Il Ventspils ha vinto il titolo per la quinta volta.

## Formula
Le 10 squadre partecipanti si sono affrontate in due gironi di andata e ritorno, per un totale di 36 partite.
La squadra campione di Lettonia ha il diritto a partecipare alla UEFA Champions League 2014-2015 partendo dal secondo turno preliminare.
Le squadre classificate al secondo e terzo posto sono ammesse alla UEFA Europa League 2014-2015 partendo dal primo turno preliminare.
La vincitrice della Coppa nazionale è ammessa alla UEFA Europa League 2014-2015 partendo dal primo turno preliminare.
La penultima classificata affronta in uno spareggio la seconda classificata della 1. Līga, mentre l'ultima classificata è retrocessa direttamente in 1. Līga.

## Squadre partecipanti
| Club              | Città      | Stadio                   | Posizione 2012                                                                     |
| ----------------- | ---------- | ------------------------ | ---------------------------------------------------------------------------------- |
| Daugava           | Daugavpils | Stadio Daugava           | 1º posto                                                                           |
| Daugava Rīga      | Riga       | Stadio Daugavas          | 9º posto, vince i play-off                                                         |
| Augšdaugavas NSS  | Ilūkste    | Vārpa Stadium            | 2º posto in 1. Līga, promossa in quanto la prima classificata non era promuovibile |
| Jelgava           | Jelgava    | Centro Sportivo Zemgales | 7º posto                                                                           |
| Jūrmala           | Jūrmala    | Stadio Slokas            | 6º posto                                                                           |
| Metalurgs Liepāja | Liepāja    | Stadio Daugava           | 4º posto                                                                           |
| Metta/LU          | Riga       | Stadio Arkādija          | 8º posto                                                                           |
| Skonto            | Riga       | Stadio Skonto            | 2º posto                                                                           |
| Spartaks Jūrmala  | Jūrmala    | Stadio Slokas            | 5º posto                                                                           |
| Ventspils         | Ventspils  | Stadio Olimpico          | 3º posto                                                                           |

## Classifica
|                     | Pos. | Squadra           | Pt | G  | V  | N | P  | GF | GS | DR  |
| ------------------- | ---- | ----------------- | -- | -- | -- | - | -- | -- | -- | --- |
| Lettonia (bandiera) | 1.   | Ventspils         | 67 | 27 | 21 | 4 | 2  | 65 | 19 | +46 |
|                     | 2.   | Skonto            | 62 | 27 | 18 | 8 | 1  | 68 | 11 | +57 |
|                     | 3.   | Daugava           | 52 | 27 | 15 | 7 | 5  | 44 | 19 | +25 |
|                     | 4.   | Daugava Rīga      | 48 | 27 | 14 | 6 | 7  | 44 | 21 | +23 |
|                     | 5.   | Metalurgs Liepāja | 40 | 27 | 11 | 7 | 9  | 54 | 35 | +19 |
|                     | 6.   | Jūrmala           | 26 | 27 | 7  | 5 | 15 | 20 | 52 | -32 |
|                     | 7.   | Spartaks Jūrmala  | 25 | 27 | 7  | 4 | 16 | 30 | 49 | -19 |
|                     | 8.   | Jelgava           | 23 | 27 | 5  | 8 | 14 | 26 | 46 | -20 |
|                     | 9.   | Metta/LU          | 19 | 27 | 4  | 7 | 16 | 15 | 47 | -32 |
|                     | 10.  | Augšdaugavas NSS  | 12 | 27 | 2  | 6 | 19 | 26 | 93 | -67 |

Legenda:

      Campione di Lettonia e ammessa alla UEFA Champions League 2014-2015

      Ammesse alla UEFA Europa League 2014-2015

      Ammessa allo spareggio promozione-retrocessione

      Retrocessa in 1. līga 2014

## Risultati
|              | Dau     | DRi     | Ilu     | Jel     | Jur     | Met          | MLU     | Sko     | Spa     | Ven     |
| ------------ | ------- | ------- | ------- | ------- | ------- | ------------ | ------- | ------- | ------- | ------- |
| Daugava      | ––––    | 0-0 0-1 | 5-0 6-1 | 2-1 0-0 | 1-0     | 1-1 1-0      | 3-0     | 1-4 0-0 | 3-2     | 0-1     |
| Daugava Riga | 0-1     | ––––    | 4-0 7-1 | 1-0     | 1-0     | 2-1 2-2      | 1-1     | 0-0 0-2 | 0-0     | 0-1     |
| Ilūkstes NSS | 0-2     | 2-5     | ––––    | 2-1     | 0-2     | 1-2 1-3 2-10 | 1-1 1-2 | 1-7 0-2 | 1-3     | 1-7 0-5 |
| Jelgava      | 0-3     | 0-3 1-0 | 2-2 3-1 | ––––    | 0-1 2-2 | 2-2          | 1-0 1-1 | 0-3     | 1-2     | 1-2     |
| Jūrmala      | 0-1 0-3 | 0-5 0-4 | 1-1 0-0 | 4-2     | ––––    | 3-1          | 1-2     | 0-5     | 0-1 2-1 | 0-2     |
| Metalurgs    | 2-2     | 0-2     |         | 3-0 0-0 | 2-0 3-0 | ––––         | 4-0 0-0 | 0-5     | 1-2 6-0 | 0-1     |
| Metta/LU     | 1-2 1-0 | 1-2 0-2 | 0-0     | 0-0     | 1-2 0-1 | 0-3          | ––––    | 0-2     | 0-1 2-0 | 0-2     |
| Skonto       | 0-0     | 5-0     | 5-0     | 1-1 0-2 | 5-0     | 2-0 2-1      | 4-0 2-2 | ––––    | 3-1     | 3-0 1-1 |
| Spartaks     | 0-2     | 0-1 0-0 | 2-2 2-4 | 4-2 1-3 | 0-0     | 1-2          | 4-0     | 1-2 0-3 | ––––    | 2-3     |
| Ventspils    | 4-3 0-0 | 2-1     | 4-1     | 4-0 2-0 | 3-0 6-1 | 2-2          | 4-0 3-0 | 0-0     | 1-0 3-0 | ––––    |

### Play-off promozione-retrocessione
|          |       |          | Città e data              |
| -------- | ----- | -------- | ------------------------- |
| Metta/LU | 1 - 0 | Gulbene  | Riga, 14 novembre 2013    |
| Gulbene  | 2 - 4 | Metta/LU | Gulbene, 17 novembre 2013 |

Il Metta/LU ottiene la permanenza in Virslīga.

## Classifica marcatori
| Gol |  |  | Giocatore          | Squadra           |
| --- |  |  | ------------------ | ----------------- |
| 16  |  |  | Artūrs Karašausks  | Skonto            |
| 16  |  |  | Andrejs Kovaļovs   | Daugava           |
| 15  |  |  | Valērijs Šabala    | Skonto            |
| 12  |  |  | Mantas Savėnas     | Daugava Rīga      |
| 12  |  |  | Vadim Yanchuk      | Ventspils         |
| 11  |  |  | Daniils Turkovs    | Ventspils         |
| 9   |  |  | Povilas Lukšys     | Daugava Rīga      |
| 9   |  |  | Jurijs Žigajevs    | Ventspils         |
| 8   |  |  | Ibrahim Babatunde  | Daugava           |
| 8   |  |  | Aleksandrs Fertovs | Skonto            |
| 8   |  |  | Dmitrijs Hmizs     | Metalurgs Liepāja |
| 8   |  |  | Jurģis Kalns       | Metalurgs Liepāja |
| 8   |  |  | Ruslan Mingazow    | Skonto            |
| 8   |  |  | Ilja Šadčins       | Metalurgs Liepāja |

## Verdetti
- Campione della Lettonia:  Ventspils
- In UEFA Champions League 2014-2015:  Ventspils
- In UEFA Europa League 2014-2015: Daugava,  Daugava Rīga e  Jelgava
- Retrocessa in 1. Līga:  Ilūkste